# オスプレイ誘致推進佐賀県民会議
オスプレイ誘致推進佐賀県民会議（おすぷれいゆうちすいしんさがけんみんかいぎ）は､陸上自衛隊のV-22オスプレイの佐賀空港への誘致を推進するため､佐賀県の有志により結成された任意団体である｡

## 概要
陸上自衛隊が保有するV-22オスプレイが「佐賀空港での受け入れ準備が整っていないため、千葉県の木更津駐屯地へ暫定配備されている」状況を踏まえ、その配備の検討にあたっては「公害防止協定」や「漁業関係者との調整」だけではなく「国民全体、県民全体の意見がもっと尊重されるべき」との考えから、「オスプレイの佐賀空港配備の早期実現をはかるべく、県内多数良識派の意見を結束し、その推進運動を果敢に展開する」ことを目指している。
会長にはホテル龍登園（佐賀県佐賀市）の宮原知司（みやはら ともじ）社長、顧問には今村雅弘（いまむら まさひろ）衆議院議員ほか4名の国会議員、副会長には漆原悦子佐賀県自衛隊家族会副会長などが就任している。事務局長は、平原嘉徳（ひらばる よしのり）佐賀市議会議員が務めている。
設立時の会員数は、206名であった。その中には、配備にともなう駐屯地建設予定地の地権者の一部も含まれている。

## 沿革
- 2021年7月14日 - オスプレイ誘致推進佐賀県民会議設立準備会議を開催[7]
- 2021年8月10日 - オスプレイ誘致推進佐賀県民会議を設立。佐賀県庁において、設立記者会見を実施[4][6]
- 2021年11月28日 -「佐賀のオスプレイ配備を考えるシンポジウム」を開催。約300人が参加。九州防衛局の伊藤哲也[8]局長が講演[9][10]
- 2022年12月21日 -「国防講演会」を開催。約120人が参加。陸上自衛隊水陸機動団団長の梨木信吾陸将補が講演[11][12]
- 2024年6月2日 - 「オスプレイ誘致推進佐賀県民会議通常総会並びに講演会・意見交換会」を開催。約60人が参加。ウクライナ人政治評論家のアンドリー・ナザレンコが講演[13]